# Мотуз, Сергей Сергеевич
Серге́й Серге́евич Моту́з (укр. Сергій Сергійович Мотуз; род. 6 июля 1982, Днепропетровск, Украинская ССР, СССР) — украинский футболист, нападающий.

## Биография
Сын советского футболиста Сергея Мотуза.

### Клубная карьера
Воспитанник днепропетровской СДЮШОР «Днепр-75», тренер В. И. Кузнецов.
В период с 1997 года по 2003 год выступал за команды «Динамо-3» и «Динамо-2». В сезоне 2001/02 был отдан в аренду клубу «Закарпатье». В Высшей лиге дебютировал 16 марта 2002 года в матче «Динамо» — «Закарпатье» (5:0). Также играл на правах аренды в киевской «Оболони».
В 2003 году выступал за полтавскую «Ворсклу». Позже провёл три года играя за днепропетровский «Днепр». С 2007 года выступал за «Кривбасс» (Кривой Рог). За криворожан в высшей лиге дебютировал 14 июля 2007 года в матче «Днепр» — «Кривбасс» (2:0). Позже был отдан в аренду ахтырскому «Нефтянику-Укрнефть».
В конце 2012 года перешёл в «Александрию». В команде взял 27 номер. В сезоне 2012/13 он вместе с командой стал бронзовым призёром Первой лиги Украины, клуб уступил лишь алчевской «Стали» и «Севастополю». Мотуз принял участие в 6 играх. По окончании сезона принял решение завершить карьеру игрока.

### Карьера в сборной
В составе юношеской сборной Украины до 19 лет провёл 7 игр и забил 2 гола

## Достижения
- Бронзовый призёр чемпионата Украины (1): 2003/04
- Бронзовый призёр Первой лиги Украины (1): 2012/13
- Финалист Кубка Украины (1): 2003/04